# Saint-Marin aux Jeux olympiques d'été de 1988
Saint-Marin participe aux Jeux olympiques d'été de 1988 à Séoul du 17 septembre au 2 octobre 1988. Il s'agit de sa 7e participation à des Jeux olympiques d'été.

## Athlétisme
Saint-Marin a deux représentants dans les épreuves d'athlétisme : Dominique Canti et Manlio Molinari.

## Haltérophilie
Paolo Casadei représente Saint-Marin en haltérophilie.

## Judo
Saint-Marin présente trois judokas : Franch Casadei, Alberto Francini et Leo Sarti.

## Natation
Saint-Marin aligne deux nageurs : Filippo et Michele Piva.

## Tir
Saint-Marin est représenté dans les compétitions de tirs par deux athlètes : Gian Nicola Berti et Alfredo Valentini.

## Voile
Giovanni Conti est le représentant de Saint-Marin en voile.